# Похабов, Яков Иванович
Я́ков Ива́нович Поха́бов (даты жизни неизвестны) — русский землепроходец XVII века, основатель Иркутска.

## Биография
Достоверных данных о его происхождении и возрасте нет. Яков считается дальним родственником своего современника и первопроходца Ивана Похабова.
6 июля 1661 года по приказу воеводы Енисейска поставил острог на правом берегу Ангары против устья реки Иркут. В отряде Похабова насчитывалось 100 (по другим сведениям — 20) человек.
Прежде чем поставить острог, Похабов обосновал правильность выбора места в донесении, отправленном в столицу:

«Государя царя великого князя Алексея Михайловича и всея Великие и Малые и Белые России самодержца воеводе Ивану Ивановичу Енисейский сын боярский Якунька Иванов Похабов челом бьет. В нынешнем 169 /1661/ году июля в шестой день против Иркута реки на Верхнеленской стороне, государев новый острог служилыми людьми ставлю и башни рубят, а на анбаре башня, а острог не ставлен, потому что слег не достает, лесу близко нет, лес удален от реки. А инде стало острогу поставить негде, где ныне Бог позволил острог поставить и тут место самое лучшее, угожее для пашен и скотиной выпуски сенные покосы и рыбные ловли все близко.»

В конце 1661 года вернулся в Енисейск. Дальнейшая его судьба неизвестна.

## Память
- В 2011 году в Иркутске установлен памятник Якову Похабову.